# کمیل و کنرلی کیت
کَمیل و کِنرلی کیت (انگلیسی: Camille and Kennerly Kitt) دو خواهر دوقلوی همسان چنگ‌نواز و بازیگر اهل ایالات متحده آمریکا هستند. این دو خواهر هنرمند اسکاندیناوی‌تبار هستند و از سال ۲۰۰۹ میلادی تاکنون مشغول فعالیت در عرصهٔ موسیقی بوده‌اند.
کَمیل و کِنرلی، در رشتهٔ موسیقی و نوازندگی چنگ، مدرک کارشناسی خود را از «دانشکده ویتون» دریافت داشته‌اند. آنها بیش از ۵۰ تک‌آهنگ در اینترنت منتشر کرده و ۳ آلبوم موسیقی هم به بازار عرضه کرده‌اند و در چندین فیلم از جمله مأمور تحویل نیز ظاهر شده‌اند.